# Cabo San Diego
Cabo San Diego är en udde i Argentina.   Den ligger i provinsen Eldslandet, i den södra delen av landet, 2 300 km söder om huvudstaden Buenos Aires.
Terrängen inåt land är platt. Havet är nära Cabo San Diego åt nordost. Trakten är glest befolkad.